# Eugen Malmstén
Jarl Eugen Malmstén, född 16 februari 1907 i Helsingfors, död 1 september 1993 i Helsingfors, var en finländsk musiker, sångare, orkesterledare, kompositör och sångtextförfattare. Han var bror till Georg Malmstén och Greta Pitkänen samt farbror till Ragni Malmstén. Malmstén var en av de viktigaste aktörerna i den finska jazzens födelse och en av landets främsta artister på 1930-talet.

## Biografi
Malmstén var son till kriminaldetektiven Karl Jarl Malmstén och Eugenie Petroff. Som 14-åring inträdde han i postiljonernas musikkår och blev liksom brodern Georg 1922 medlem i flottans musikkår, men tvingades redan 1926 ta avsked på grund av sjukdom. Vid Helsingfors musikinstitut studerade han trumpet för Eino Karttunen och undervisades i sång av Väinö Lehtinen. Georg Malmstén blev sedermera ledare för orkestern Dallapé, och för att undkomma broderns långa skugga sökte sig Malmstén till jazzen. I musikstilen, särskilt i hot jazz med inspirationer från New Orleans och Chicago, upplevde han en konstnärlig och psykologisk frihet. Denna typ av jazzmusik var distinkt annorlunda än den så kallade "dragspelsjazzen" som Dallapé representerade.
Tillsammans med dansorkestern vid flottans musikkår, där Malmstén var pianist, uppträdde han med anglosaxiska revymelodier i ragtimeform och spelade bland annat på presidentfruns baler. Ett centralt ögonblick i hans musikaliska utveckling inträffade 1924, då han för första gången hörde swingmusik i samband med, att en engelskt fartyg ankrade i Helsingfors. 1927–1928 spelade han i jazzorkestern The Flapper's Dance Band, vilken hade saxofonisten-klarinettisten Wilfred "Tommy" Tuomikoski som förebild. Ungdomssammanslutningen The Flapper's Dance Band, bestående av amatörer, militärmusiker och erfarna underhållare, var landets första moderna restaurangorkester. I slutet av decenniet uppträdde Malmstén i orkestern Zamba i Helsingfors och med Fred Klimscheffsky i Åbo, innan han och Harry Bergström med flera bildade The Hot Five. Ensemblen spelade efter mönster av Louis Armstrong och hade fram till 1931 Café Fenix i huvudstaden som hemmascen.
1934 grundade Malmstén och Robert von Essen orkestern Rytmi-Pojat, i vilken landets främsta jazzmusiker kom att fostras. Som studioorkester för Columbias finska filial medverkade bandet vid hundratals grammofoninspelningar, varav flera med Matti Jurva som solist. Även Malmstén agerade sångare, tidvis under pseudonymen Esa Nummenkivi. Rytmi-Pojat företog 1936 en inspelningsresa till England och Sverige, men var mindre framgångsrik bland den inhemska populationen på landsbygden.
När gruppen upplöstes 1938 fortsatte Malmstén att sjunga för Columbia och Sointu, och på kort tid hade han spelat in över 400 titlar, inklusive den under andra världskriget populära valsen Elämä juoksuhaudoissa ("Livet i skyttegravarna"). 1939 var han anställd av His Master's Voice som dirigent för orkestern Rio.
Under kriget anslöt sig Malmstén till underhållningstrupperna. Efter freden minskade hans framgångar och försöken att återuppliva Rytmi-Pojats musik mötte svalt intresse från publiken. Han konserterade med Esa Pakarinen, ibland i kvinnoroller, och duon gjorde turnéer till USA och Kanada 1962 samt till Australien 1975. Vid det laget hade Malmstén övergått från trumpet till dragspel. Ännu på ålderns höst gjorde han framträdanden i radio och TV. Den första LP-skivan utgav Malmstén 1974 och dess stil karaktäriseras som en blandning av traditionell jazz och modern humppa.